# Carl Jonsson
Carl Jonsson (16 juillet 1885 - 11 novembre 1966) fut un ancien tireur à la corde suédois. Il a participé aux Jeux olympiques de 1912 avec l'équipe de la police de Stockholm de tir à la corde et remporta la médaille d'or.